# Mies Westerveld
Marie (Mies) Westerveld (Rotterdam, 29 augustus 1953) is een Nederlandse politica. Van 2003 tot 2011 was zij namens de Partij van de Arbeid (PvdA) lid van de Eerste Kamer.
Westerveld studeerde rechten aan de Erasmus Universiteit Rotterdam en promoveerde in rechtsgeleerdheid aan de Rijksuniversiteit Utrecht. Ze was werkzaam als medewerkster van een rechtswinkel en sociaal advocaat alvorens ze universitair hoofddocent aan de Universiteit van Amsterdam werd. Sinds 1999 is ze als senior onderzoeker verbonden aan het Hugo Sinzheimer Instituut van de UvA voor arbeid en recht.
Bij de Eerste Kamerverkiezingen 2003 werd ze gekozen in de senaat. Ze hield zich in de senaat met name bezig met justitie. In 2006 behoorde ze tot een minderheid van haar fractie die tegen het wetsvoorstel 'afgeschermde getuigen' stemde.
Mies Westerveld is getrouwd en woont in het Friese dorp Woudsend.
- Bibsys: 7079347
- Bibliothèque nationale de France: cb150904344 (data)
- Gemeinsame Normdatei: 1047655837
- International Standard Name Identifier: 0000 0000 3133 192X
- Library of Congress Control Number: n96028580
- Nederlandse Thesaurus van Auteursnamen: 11738643X
- Parlement.com: vge7dtppr7fh
- Système universitaire de documentation: 10367490X
- Virtual International Authority File: 47056750
- WorldCat: E39PBJht6BjjY9cBCQ4wt4BdcP